# Marne (sneltramhalte)
Marne was een sneltramhalte van de Amsterdamse metro in Amstelveen.De halte was vernoemd naar de gelijknamige rivier in Frankrijk.
Op de halte stopte sneltram 51. In de richting van Amsterdam Centraal reed lijn 51 tot station Zuid als sneltram. Vanaf station Zuid reed lijn 51 als metro naar het eindpunt Amsterdam Centraal. Tot na station Amsterdam Amstel bovengronds, daarna ondergronds.
Halte Marne bevond zich aan de Beneluxbaan naast de sportvelden die liggen aan de Startbaan en de Sportlaan. Er was een eilandperron dat te bereiken was met de trap of een lift. De halte was op slechts 150 meter afstand van halte Gondel, waardoor de volgende halte makkelijk vanaf Marne kon worden waargenomen. Het was overigens ook een belangrijk station voor het Hermann Wesselink College en het Amstelveen College, omdat veel van de leerlingen die met het openbaar vervoer reizen via deze halte naar school toegingen.
Centraal Station (NS) ·
Nieuwmarkt ·
Waterlooplein ·
Weesperplein ·
Wibautstraat ·
Amstelstation (NS) ·
Spaklerweg ·
Overamstel ·
Station RAI (NS) ·
Station Zuid (NS) ·
De Boelelaan / VU ·
A.J. Ernststraat ·
Van Boshuizenstraat ·
Uilenstede ·
Kronenburg ·
Zonnestein ·
Onderuit ·
Oranjebaan ·
Amstelveen Centrum ·
Ouderkerkerlaan ·
Sportlaan ·
Marne ·
Gondel ·
Meent ·
Brink ·
Poortwachter ·
Spinnerij ·
Sacharovlaan ·
Westwijk